# PSA-Forst

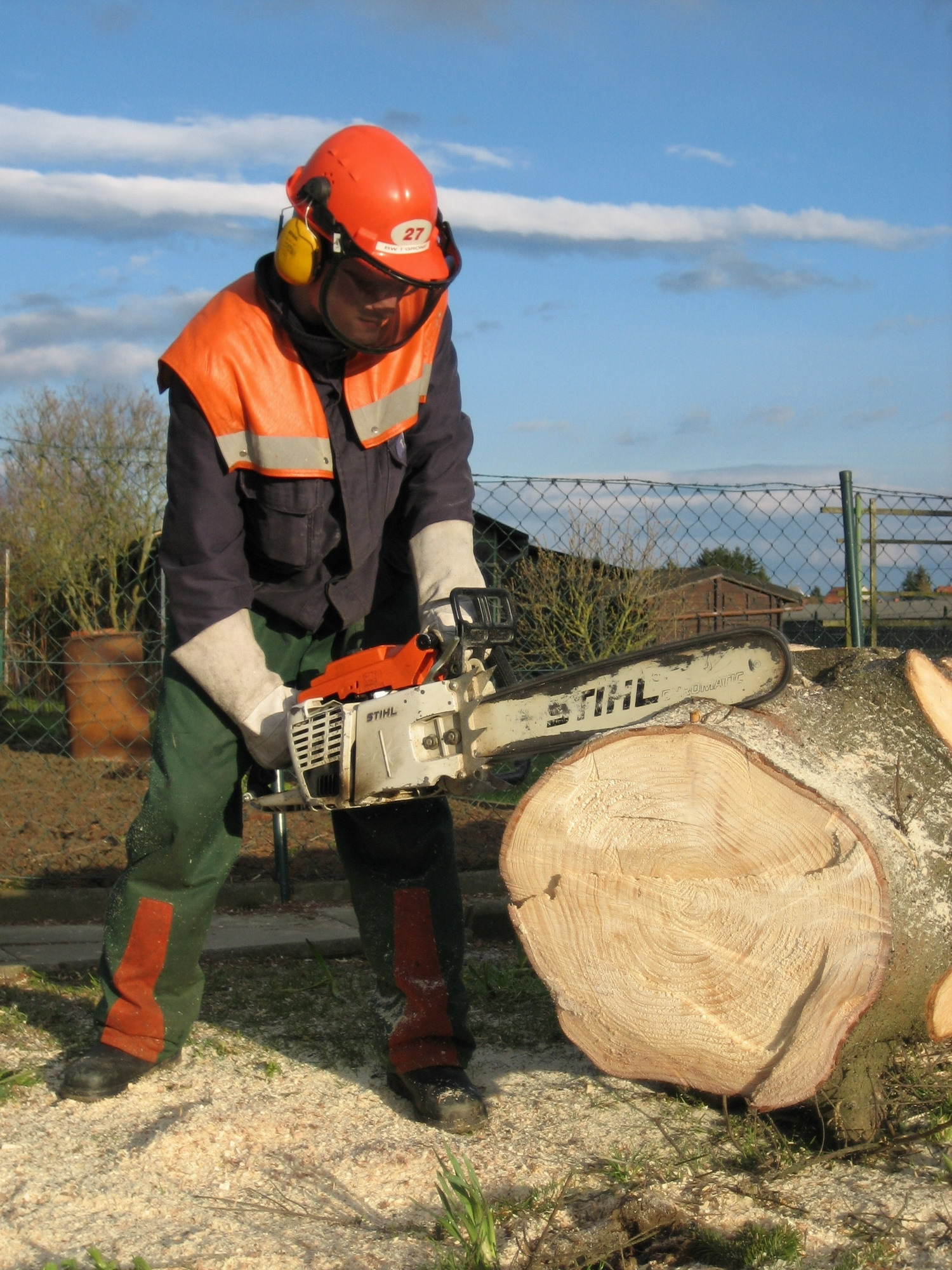
Motorsägenführer mit vollständiger Schutzausrüstung: Forsthelm, Wetterschutzjacke, Schnittschutzhose, Sicherheitsstiefel und Handschuhe

Die Persönliche Schutzausrüstung für Forstwirte, kurz PSA-Forst, soll das Verletzungsrisiko bei der Waldarbeit, insbesondere beim Umgang mit der Kettensäge vermindern helfen.

## Ausrüstungsgegenstände
Zu einer vollständigen Schutzausrüstung gehören folgende fünf Ausrüstungsgegenstände:
- Der Schutzhelm für Waldarbeit muss mit Gesichts- und Gehörschutz ausgestattet sein und DIN EN 397, 352 und 1731 entsprechen. Er soll vor herabfallenden Ästen schützen. Das Drahtgittervisier lässt möglichst viel erkennen, schützt aber Augen und Gesicht vor peitschenden Zweigen, Splittern oder Sägespänen. In Warnfarbe gehalten weist der Helm zudem auf den Standort des Arbeiters hin. Der Gehörschutz ist unerlässlich, um aufgrund der Geräuschentwicklung der Kettensäge dauerhafte Schäden am Gehör zu vermeiden.
- Eine Arbeitsjacke mit Partien in Signalfarben soll auf den Standort des Waldarbeiters hinweisen.
- Schutzhandschuhe entsprechend DIN EN 420 und 388. Eine Schnittschutzeinlage in den Handschuhen ist nur bei Arbeiten in Arbeitskörben vorgeschrieben.
- Die Schnittschutzhose soll vor Verletzungen bei der Arbeit mit der Kettensäge schützen. Bei Kontakt mit der laufenden Sägekette werden größere Bündel der in der Hose eingearbeiteten langen Kunststofffasern (Schnittschutzeinlage) herausgezogen, wickeln sich um das Antriebsrad der Kettensäge und blockieren dieses so in Bruchteilen von Sekunden. Die Schnittschutzhose muss DIN EN 381 Teil 2 und 5 entsprechen.
- Sicherheitsschuhe oder -stiefel müssen eine Schaftlänge von mindestens 19,5 Zentimetern aufweisen und mit griffiger Sohle, Zehenschutzkappe, Knöchelschutz und Schnittschutz entsprechend DIN EN 345 und 344 Teil 2 ausgerüstet sein.

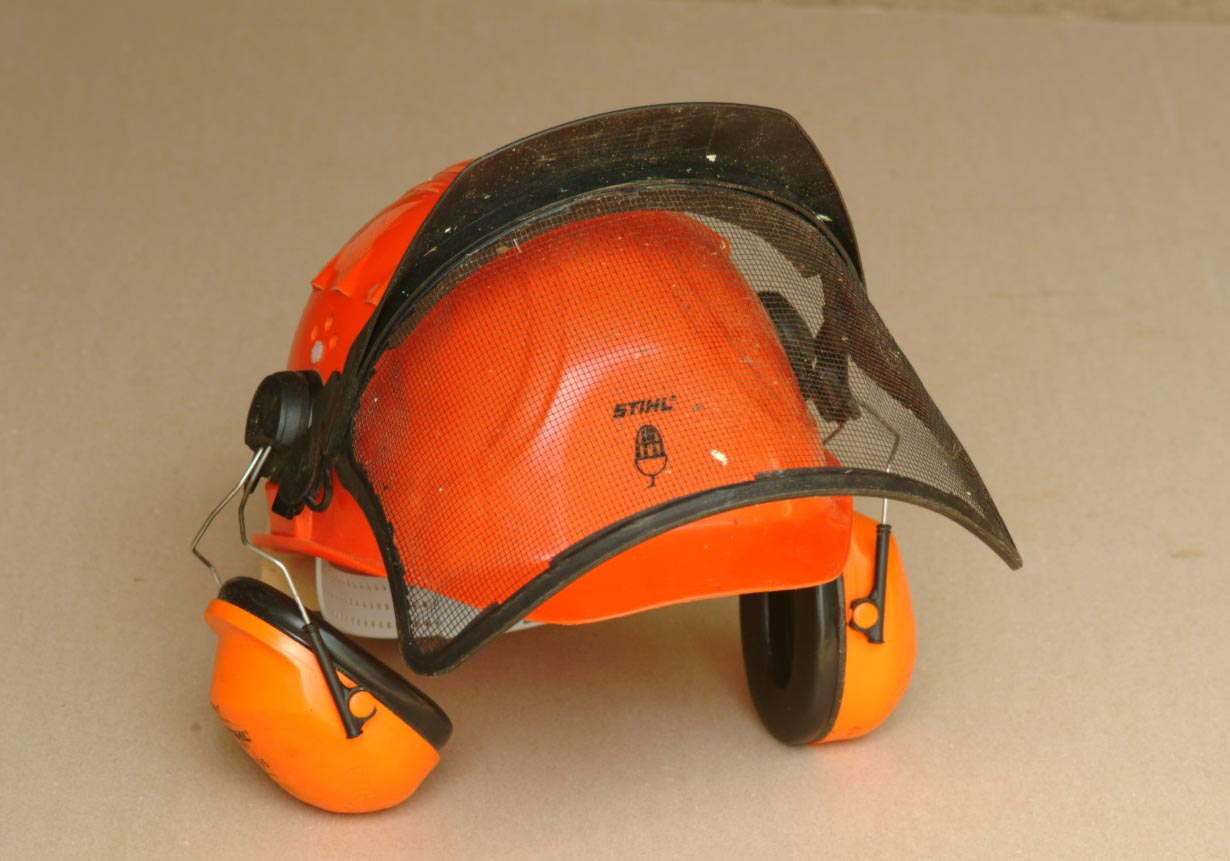
Forstschutzhelm
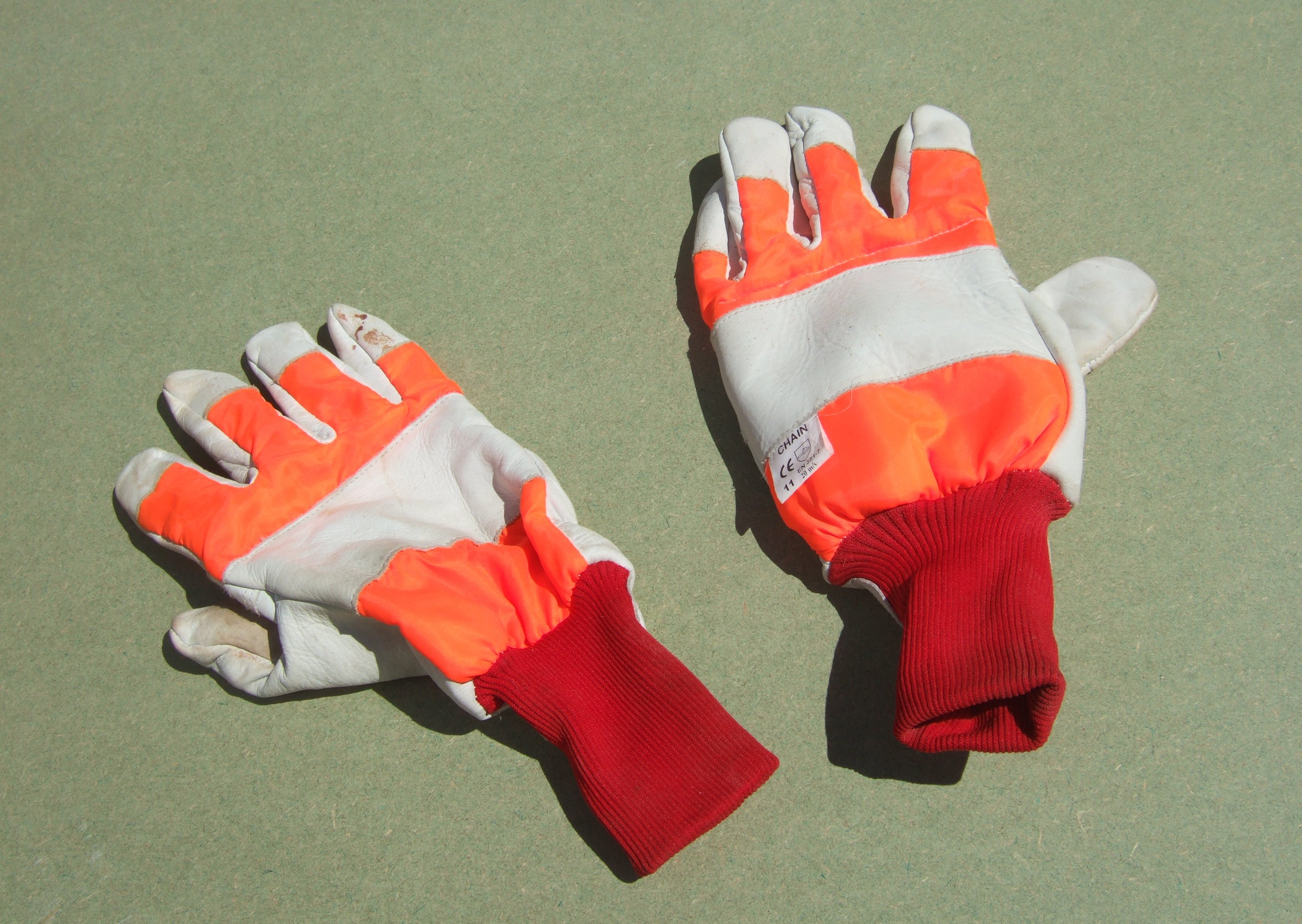
Schnittschutzhandschuhe
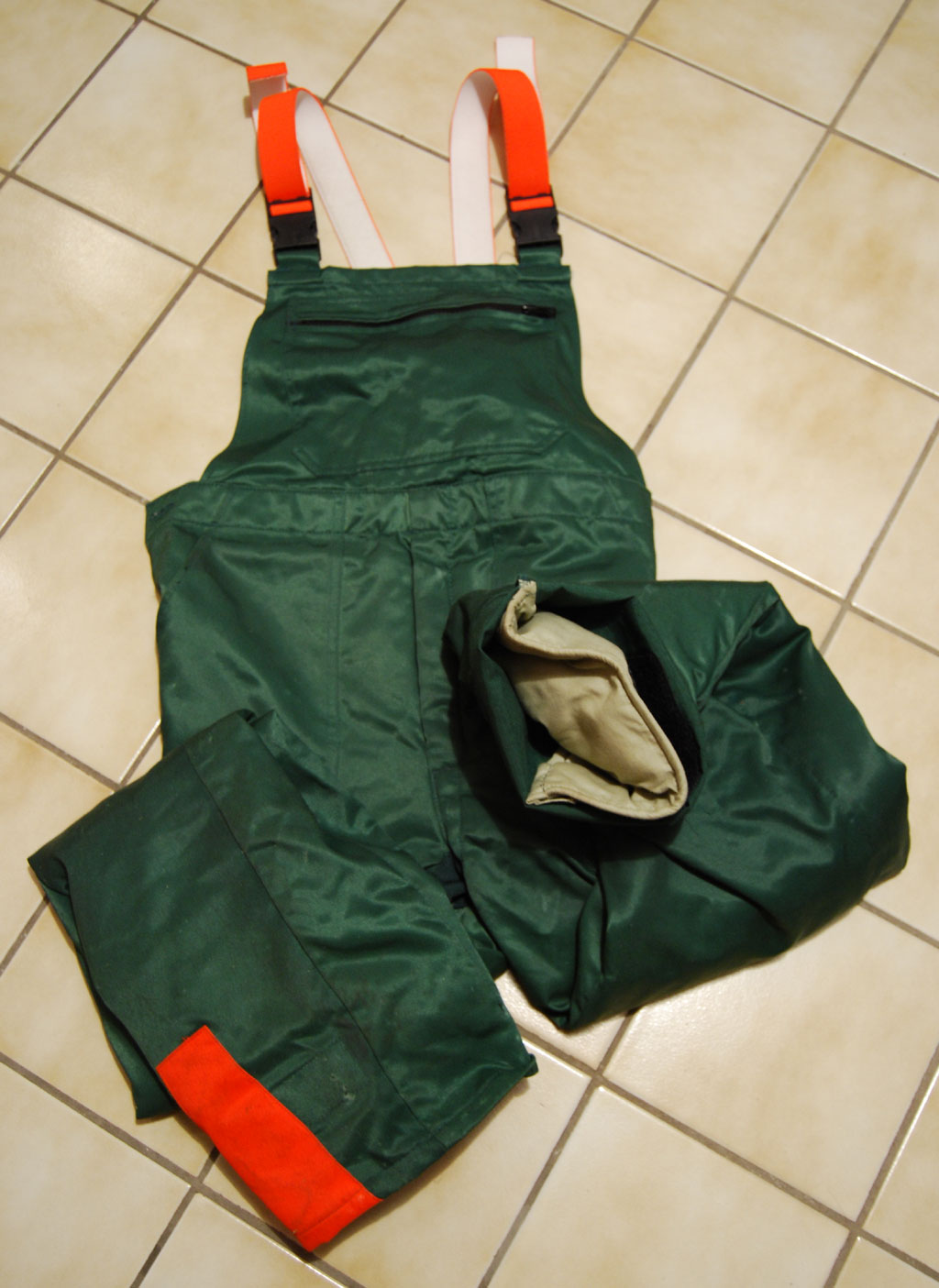
Schnittschutzhose
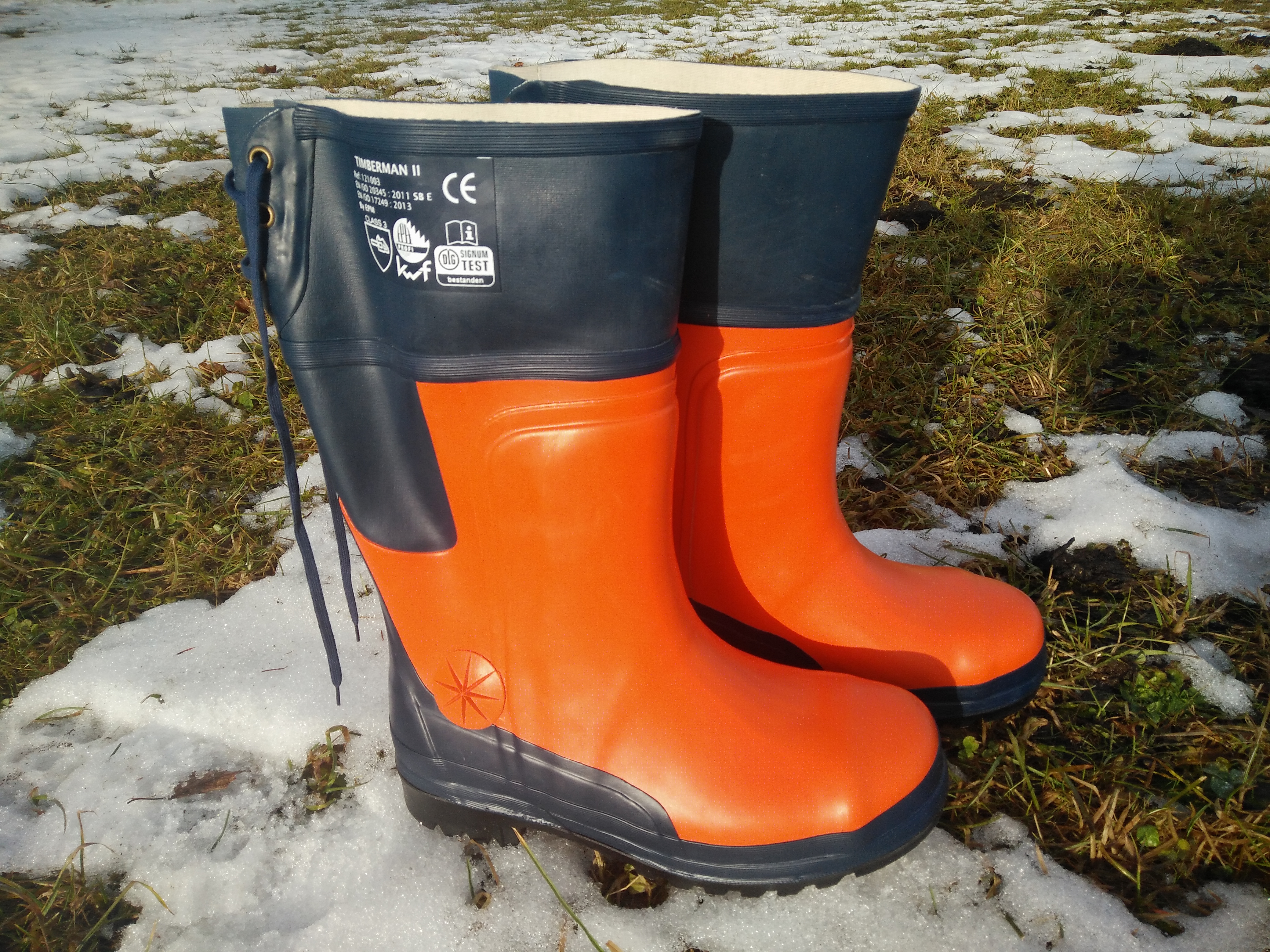
Schnittschutzstiefel

## Verwendungspflicht

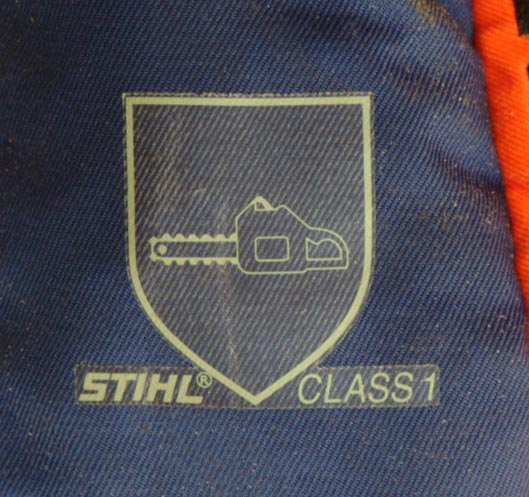
Piktogramm Kettensägenschutz

In Deutschland ist für Versicherte in der Sozialversicherung für Landwirtschaft, Forsten und Gartenbau nach § 4 der Unfallverhütungsvorschrift Forsten (VSG 4.3) die Verwendung einer aus Schutzhelm, Gehör- und Gesichtsschutz, Handschutz, Schnittschutzhose und Schutzschuhen bzw. -stiefeln mit Schnittschutz bestehenden Schutzausrüstung durch die berufsgenossenschaftlichen Unfallverhütungsvorschriften (UVV) als Mindestausrüstung vorgeschrieben; die Schutzausrüstung muss dem Motorsägenführer durch den Unternehmer gestellt werden.
Im FSC-zertifizierten Wald ist bei der Aufarbeitung von Brennholz im Staatswald das Tragen der persönlichen Schutzausrüstung (Helm mit Gehör- und Gesichtsschutz, Handschuhe, Schnittschutzhose und Sicherheitsschuhe mit Schnittschutzeinlage) auch für Privatpersonen (Selbstwerber) vorgeschrieben. Neben der PSA-Forst ist eine Qualifikation im Umgang mit der Motorsäge („Motorsägenführerschein“) notwendig.

## Anschaffung
Bei der Anschaffung von Schutzausrüstung sollte man auf folgende Symbole achten:
- CE-Kennzeichnung als Nachweis einer Baumusterprüfung auf die Einhaltung der einschlägigen europäischen Sicherheitsnormen.
- Als Nachweis der Schnittschutzeignung eine Motorkettensäge in einem Wappen verbunden mit der Angabe einer hinreichenden Schutzklasse, vgl. insoweit Schnittschutzhose.
- Eine Eichel mit dem Schriftzug FPA. Dieses Prüfzeichen wird vom Kuratorium für Waldarbeit und Forsttechnik (KWF) vergeben und besagt, dass das Produkt eine Gebrauchswertprüfung bestanden hat.